# Grzybówka popielatotrzonowa

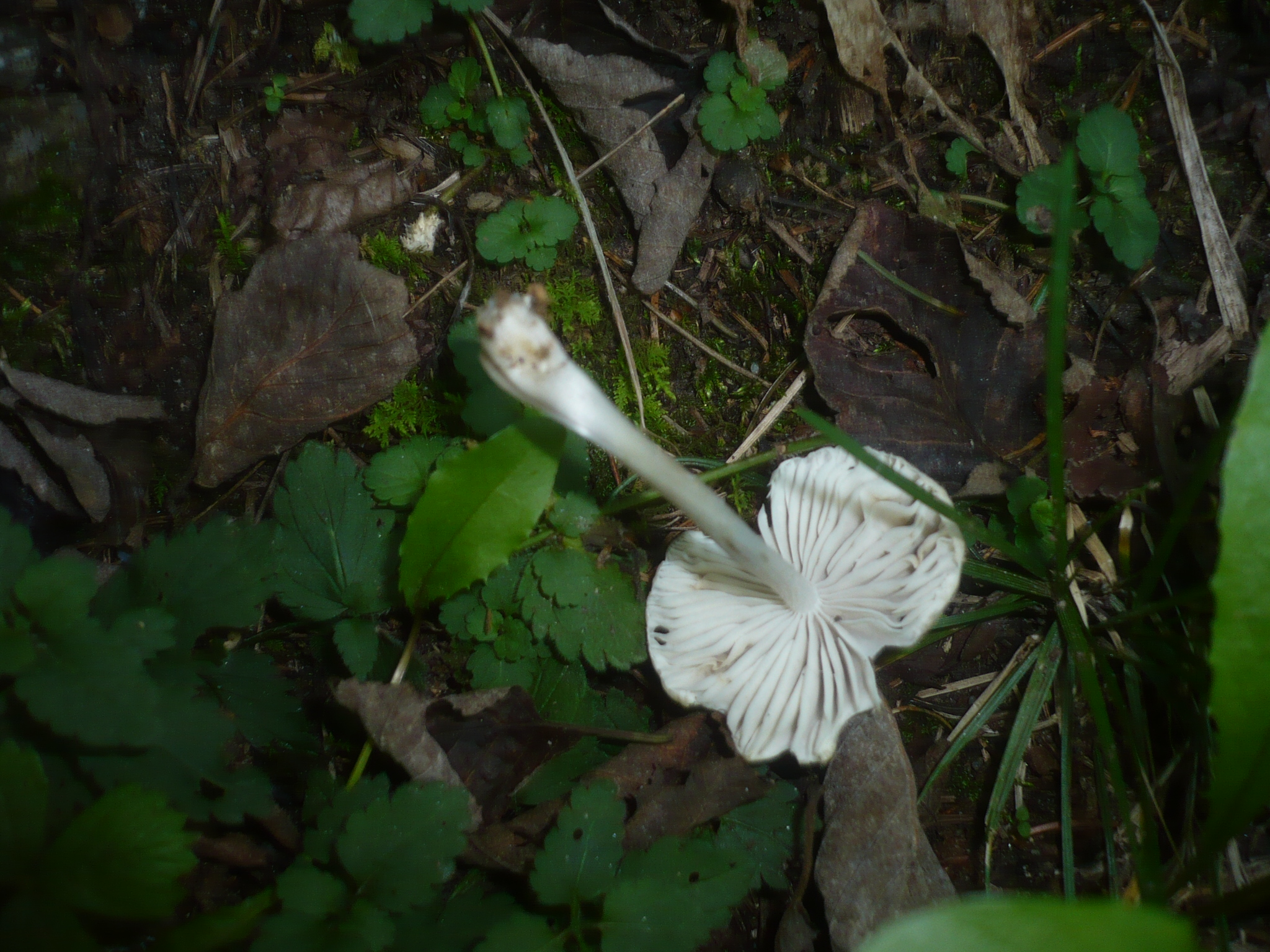

Grzybówka popielatotrzonowa (Mycena niveipes (Murrill) Murrill) – gatunek grzybów z rodziny grzybówkowatych (Mycenaceae).

## Systematyka i nazewnictwo
Pozycja w klasyfikacji według Index Fungorum: Mycena, Mycenaceae, Agaricales, Agaricomycetidae, Agaricomycetes, Agaricomycotina, Basidiomycota, Fungi.
Takson ten opisał w 1916 r. William Alphonso Murrill nadając mu nazwę Prunulus niveipes. W tym samym roku ten sam autor przeniósł go do rodzaju Mycena.
Synonimy:
- Mycena niveipes f. candida Robich 2009
- Prunulus niveipes Murrill 1916

Polską nazwę  nadała Maria Lisiewska w 1987 r.

## Morfologia
Kapelusz
Średnica 15–60 mm, kształt początkowo od parabolicznego do wypukłego, z niewielkim garbkiem lub bez garbka, potem spłaszczony, promieniście bruzdowany i półprzeźroczyście prążkowany. Jest higrofaniczny, początkowo bardzo ciemnobrązowy lub czarno-brązowy, wkrótce przechodzący w szarobrązowy lub szary, czasami prawie białawy. Brzeg jaśniejszy, prawie biały.
Blaszki
W liczbie 25–30 dochodzących do trzonu, brzuchate, wąsko przyrośnięte, gładkie lub żyłkowane, o barwie od bladoszarej do ciemnoszarej, czasami nieco różowawe lub cieliste.
Trzon
Wysokość 25–80 mm, grubość 3–8 mm, nitkowaty, walcowaty, prosty lub zgięty. Powierzchnia włóknista z satynowym połyskiem, w górnej części oprószona, poniżej gładka, u młodych owocników białoszara, stopniowo w miarę ich dojrzewania coraz bledsza,. Podstawa zwykle ciemniejsza, mniej lub bardziej gęsto pokryta białymi włókienkami.
Miąższ
Bez zapachu, lub o lekkim zapachu amoniaku.
Cechy mikroskopowe
Podstawki 30–36 × 7–19 µm, maczugowate, 2-zarodnikowe lub 4-zarodnikowe bez sprzążek lub ze sprzążkami. Zarodniki  powstające na podstawkach 4-zarodnikowych 8–11,2 × 5,2–7 µm, zarodniki na podstawkach 2-zarodnikowych 11,6–14,8 × 6,7–8,1 µm, pipetowate, gładkie, amyloidalne. Cheilocystydy 40–110 × 9–22 × 0–4,5 µm, wrzecionowate, baryłkowate, stożkowe, prawie cylindryczne, maczugowate, gładkie, o  wierzchołkach szeroko zaokrąglonych, stopniowo lub nagle zwężających się w krótszą lub dłuższą szyjkę, bez sprzążek lub ze sprzążkami. Pleurocystydy podobne. Trama blaszek dekstrynoidalna, w odczynniku Melzera brązowawa. Strzępki włosków kapelusza o szerokości 2–4,5 µm, gładkie i nie zatopione w galaretowatej substancji. Strzępki warstwy korowej trzonu gładkie, o szerokości 3–4,5 µm, gładkie, niezżelatynizowane, z kaulocystydami o szerokości 6–9 μm, gładkie lub nieco rozgałęzione.

## Występowanie i siedlisko
Władysław Wojewoda w zestawieniu grzybów wielkoowocnikowych Polski w 2003 r. przytacza liczne stanowiska z uwagą, że rozprzestrzenienie tego gatunku i stopień zagrożenia nie są znane. 
Grzyb saprotroficzny. Występuje w lasach liściastych i mieszanych, parkach, zwłaszcza pod olszami, bukami i dębami. Rozwija się na butwiejącym drewnie opadłych gałęzi i pni drzew. Owocniki od lata do jesieni.

## Gatunki podobne
Grzybówka popielatotrzonowa występuje zwykle na początku sezonu (od maja do lipca), ale można ją spotkać również jesienią. Zwykle można ją zidentyfikować po satynowym połysku na trzonie, popielatym odcieniu i cechach mikroskopowych: duże, gładkie cystydy i gładkie strzępki włosków w warstwie korowej trzonu. Należy do sekcji Fragilipedes (Fr.) Quél. Młode jej owocniki młode osobniki można pomylić z grzybówką Mycena algeriensis, której starsze owocniki zazwyczaj jednak są ciemniejsze, trzon jest sprężysto-chrzęstny, a strzępki włosków są osadzone w galaretowatej materii. Grzybówka popielatotrzonowa może czasami przypominać grzybówkę hełmiasta (M. galericulata), ale gatunek ten można łatwo rozróżnić mikroskopowo; ma zupełnie inne cheilocystydy i strzępki skórki kapelusza.